# En nom del cel!
En nom del cel! o Guanyant-se el cel (títol original en francès, Juste ciel !) és una pel·lícula francesa de 2022 dirigida per Laurent Tirard. És l'última pel·lícula del director abans de la seva mort el 2024. S'ha doblat al català central per a TV3 amb el títol d'En nom del cel!, i al valencià per a À Punt amb el nom de Guanyant-se el cel.
Es va preestrenar el 15 de novembre de 2022, al Festival de Cinema Francès de la República Txeca, així com, el 18 de gener de 2023, al Festival Internacional de Cinema de Comèdia de L'Aup d'Uès.